# Абу Шуджа ар-Рудравари
Абу Шуджа Мухаммед бен аль-Хусайн Захир ад-Дин ар-Рудравари (1045―1095) ― арабский историк и государственный деятель.
Будучи визирем халифа аль-Муктади, написал книгу «Продолжение Книги испытаний народов и осуществления заданий», которая является продолжением сочинения Ибн Мискавейха. События в продолжении изложены от 980 до 999 года.
В книге содержится рассказ о крещении русов в 375 году хиджры (985/986), который отличается от сообщения Яхйи Антиохийского.

## Переводы и издания
- Кезма Т. Рассказ арабского историка XI века Абу-Шоджи. ― К., 1927.
- Кезма Т. Оповiдання арабського iсторика Абу Шоджи Рудраверського XII в. про те, як охрестилася Русь (с передмовою вiд акад. А. Е. Кримського // Збiрник Iсторично-Филологiчного Вiддiлу Укр. АН. ― Київ, 1927. № 51: Юбiлейний збiрник на пошану акад. Д. I. Багалiя. С. 383—395.
- Continuation of the Experiences of the Nations by Abu Shuja‘ Rudhrawari, Vizier of Muqtadi and Hilal b. Muhassin, Vizier’s secretary in Baghdad. Oxford, 1921. Vol. I: Arabic Text / Ed. H. F. Amedroz and D. S. Margoliouth. Vol. II: Transl. from the original Arabic by D. S. Margoliouth (The Eclipse of the Abbasid Caliphate. Original Chronicles of the Fourth Islamic Century / Ed., transl., and elucidated by H. F. Amedroz and D. S. Margoliouth. Vol. Ill, VI).